# 알타이 변경주
알타이 변경주(러시아어: Алта́йский край 알타이스키 크라이[*], IPA: [ɐlˈtajskʲɪj kraj])는 러시아의 연방주체(변경주)이다. 서쪽에서 시계 방향으로 카자흐스탄(동카자흐스탄주), 아바이주 및 파블로다르주)와 접한다, 노보시비르스크와 케메로보, 그리고 알타이 공화국이 인접한다. 변경주의 행정중심은 바르나울의 도시이다. 2021년 인구 조사 기준으로 변경주의 인구는 2,163,693명이었다.

## 지리

### 시간대
옴스크 시간 (OMST)에 놓여 있다. UTC와의 시차는 +0700 (OMST)이다.

## 행정 구역
60개의 군과 12개의 도시가 있다.

### 도시
- 알레이스크
- 바르나울
- 벨로쿠리하
- 비스크
- 고르냐크
- 자린스크
- 즈나이노고르스크
- 카멘나오비
- 노보알타이스크
- 룹초프스크
- 슬라브고로드
- 야로보예

## 인구
| 연도                | 인구      | ±%     |
| ------------------- | --------- | ------ |
| 1959                | 2,683,265 | —      |
| 1970                | 2,670,261 | −0.5%  |
| 1979                | 2,674,614 | +0.2%  |
| 1989                | 2,822,305 | +5.5%  |
| 2002                | 2,607,426 | −7.6%  |
| 2010                | 2,419,755 | −7.2%  |
| 2021                | 2,163,693 | −10.6% |
| Source: Census data |           |        |

## 같이 보기
- 알타이산맥
- 사얀산맥